# Riddlesworth Hall

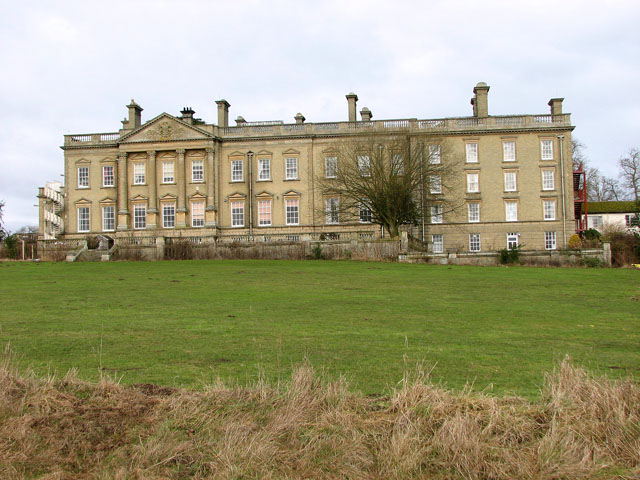
Riddlesworth Hall

Riddlesworth Hall es un edificio georgiano convertido a colegio situado en el condado de Anglia Oriental y cercano a Cambridge y Norwich. Posee aproximadamente unas doce hectáreas de terreno. El colegio está formado por un gran edificio principal donde se encuentran los dormitorios, la cocina, la sala principal, el comedor, la "Computer Room", entre otras estancias. En torno a este se encuentran las aulas, en una serie de casitas pequeñas. 

## Celebridades que estudiaron en este colegio
La princesa Diana de Gales cursó parte de sus estudios en este colegio.

## Cursos
Durante el curso académico es un colegio para niñas y niños entre los 2 y 13 años. Durante el verano se organizan cursos para extranjeros.
- Datos: Q9069150
- Multimedia: Riddlesworth Hall School / Q9069150